# Eugène Grasset

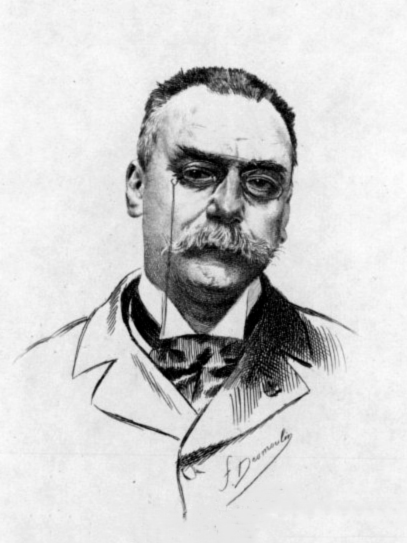
Eugène Grasset.

Eugène Samuel Grasset, född 25 maj 1845 i Lausanne, död 23 oktober 1917 i Sceaux, var en schweizisk-fransk målare, illustratör och konsthantverkare.
Grasset målade landskap i olja och akvarell samt ritade mönster för textilarbeten, boktryck med mera. Han verkade även som möbel- och plakattecknare och utförde illustrationer, särskilt med medeltida motiv. Han utgav Méthode de composition ornamentale (1905).